# 奧爾沙高地
奧爾沙高地是白俄羅斯的高地，位於維捷布斯克東南面，由明斯克州負責管轄，屬於白俄羅斯嶺的一部分，長120公里、寬10至40公里，面積2,500平方公里，是波羅的海和黑海流域的分水嶺。